# Ярослав Мудрий
Яросла́в Володи́мирович, відомий як Ярослав Мудрий (983 / 987 — 17/20 лютого 1054) — київський князь із династії Рюриковичів. Великий князь київський (1015—1018, 1019—1054). Князь ростовський (988—1010) і новгородський (1010—1034). Другий син київського князя Володимира Великого від полоцької князівни Рогніди. 988 року, за наказом батька, став намісником у Ростові. Був одружений з Інгігердою, шведською принцесою. Після смерті старшого брата Вишеслава переведений до Новгорода. 1014 року намагався унезалежнитися від Києва, відмовився виплачувати батькові данину (Володимир готував похід на Новгород, але 15 липня 1015 року помер). Взяв участь у міжусобній боротьбі за владу з братами, в якій загинули Борис, Гліб і Святослав. 1019 року переміг київського князя Святополка на Альті. 1026 року уклав угоду із братом Мстиславом, поділивши Руську землю по Дніпру; отримав Київ з Правобережжям, а Мстислав — Чернігів з Лівобережжям. Після смерті Мстислава (1036) став одноосібним володарем Русі. Доклав багато зусиль до зміцнення держави. 1036 року розбив і назавжди відкинув від Києва печенігів. На початку 1030-х років відвоював у Польщі червенські міста і Белзьку волость. Здійснив успішні походи проти ятвягів і литовців. Розширив межі середньовічного Києва, спорудивши «місто Ярослава», окрасою якого стали Золоті ворота та Софійський собор (1054). Започаткував укладання першого літописного зводу 1037—1039 років та першого писаного зводу законів — «Руської правди». Мав велику родину, уклав шлюбні відносини з багатьма європейськими правителями. За численні реформи та досягнення, що мали позитивний вплив на розвиток Русі, отримав прізвисько Яросла́в Му́дрий. Помер у Вишгороді, похований у Софійському соборі.
У православній церкві прославлений як благовірний (тобто православний святий з монархів). Святий Православної церкви України та Української лютеранської церкви.
У 2008 році був визнаний першим зі ста великих українців за підсумками опитування громадської думки «Великі українці».

## Імена
- Ярослав Новгородський[11]
- Георгій (Юрій) — хрещене ім'я.
- Ярослав-Юрій Володимирович
- Яросла́в І — у західній традиції.
- Ярицлейв — скандинавська назва у «Сазі про Еймунда».

## Життєпис

### Рік народження
У Повісті минулих літ у статті за 980 рік є запис про шлюб Володимира і Рогніди, після чого перераховуються 4 сини від цього шлюбу: Ізяслав, Мстислав, Ярослав і Всеволод. У записі про смерть Ярослава на 1054 рік є: «Житъ же всѣхъ лѣтъ Ꙗрославъ 70 и 6.»
У давньоруській традиції це означало 75 років, оскільки вік рахувався неповними роками. Враховуючи це можна сказати, що Ярослав прожив 75 років і помер на 76-му році життя, а 1054 — 75 = 979. Тобто Ярослав народився 978 чи 979 року, хоча у літописі у статті на 1016 рік сказано: «Бѣ же тогда Ӕрославъ лѣт̑ 28.»
Якщо описані події є осінню 1015 року за «вересневим» початком року, а Ярославу були ці ж 27–28 років, то він міг народитися лише у 987—988 роках, що малоймовірно, однак, зважати треба і на дати народження його дітей (Анна Ярославна народилася близько 1032 року, коли її батькові було з 55 років, а Ігор Ярославич взагалі близько 1037 року, в 60-річного батька). А такий вік у середньовіччі вже був старечим, не те щоб у такого чоловіка ще могли народитися діти.
Василь Татищев із недовірою ставився до звісток літописів про шлюб Володимира. Згідно з історіографом, Ярослав народився у 978 році. Таким чином Татищев дійшов висновку, що шлюб Володимира і Рогніди мав би бути укладеним у 975 або 976 році. Саме тому, як вважав Татищев, і була війна Володимира з легітимними синами Святослава. Судячи з усього, твердження про 76-річний вік Ярослава з'явилося, щоб представити його старшим від Святополка. Таким чином його право на Київський стіл мало б виглядати цілком законно. Але існують точні свідчення на користь старшинства саме останнього. Чимало науковців сумнівалися у твердженні ПВЛ, нібито Ярослав у 1054 році мав 76 років. Пізніші списки (Никонівський, Воскресенський) свідчать, що Ярослав помер уже в 66 або 67 років. Що й не дивно — ці свідчення були вирахувані на основі інших літописних звісток про 28-річний вік князя у 1015 році.
Додаткові свідчення про вік Ярослава представляють антропологічні дослідження його скелета. У 1939—1940 роках Саркофаг Ярослава Мудрого розкривали для проведення експертизи скелета князя. Виявили його зріст на момент смерті — 172—176 см, а варто припустити, що в молодості він був ще вищим. Виявили перелом кісток, а також спадкову хворобу Пертеса. Але окрім іншого, вдалося визначити ще й вік князя на час його смерті — 65–70 років. Пізніші літописи, серед яких були Тверські та Густинські, свідчили, що до 2 років княжич не міг ходити, а зцілення відбулося незадовго до хрещення. На основі цих свідчень, а також антропологічних досліджень скелета Ярослава, Дмитро Рохлін вирішив датувати його народження 986 роком.
Найранішою датою, зважаючи на саме 70-річний вік Ярослава при смерті можна було б назвати 21 лютого 983 року. Зважаючи на те, що Ярослав був одним із 5 найстарших синів Володимира (Вишеслав, Ізяслав, Стополк, сам Ярослав, Мстислав Хоробрий), а корінь «Яро» означав весну, можна припустити, що Ярослав народився навесні 983 року і помер у 70-річному (майже 71) віці.

### Князювання

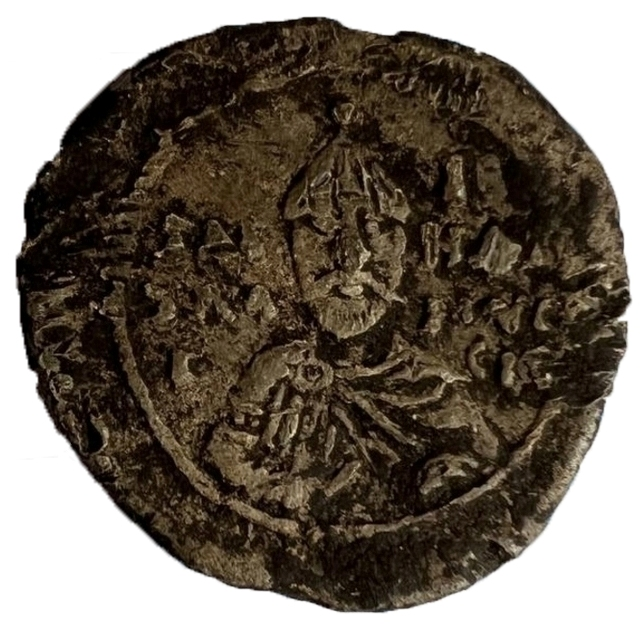
Зображення Ярослава Мудрого на печатці князя.

Наприкінці правління Володимира Великого Ярослав відмовився сплачувати щорічну данину Києву, що становила 2 000 гривень, і виступив проти свого батька походом. Під час приготування до походу Володимир помер.
Після смерті свого батька Володимира найняв 1000 варягів (відповідно до Леонтія Войтовича значну частину їх складали вояки норвезького ярла Свейна Хладаярла) і 26 листопада (день св. Георгія) 1015 року Ярослав Мудрий у жорстокій боротьбі за київський престол розбив війська Святополка біля Любеча і посів київський великокняжий престол, але 1018 року під натиском польських військ короля Болеслава І, яких взяв собі на допомогу Святополк, мусив покинути Київ і утік до Новгорода. Після остаточної перемоги в битві над річкою Альтою 1019 року Ярослав Мудрий став київським Великим князем.
Прагнучи об'єднати всі руські землі під своєю владою, Ярослав Володимирович вів боротьбу проти свого брата тмутороканського князя Мстислава Володимировича. Після битви, яку Ярослав програв, під Лиственом біля Чернігова 1024 року. Ярослав мусив відступити Мстиславові Чернігівщину і всі землі на схід від Дніпра, крім Переяславщини. Згодом, після укладеного 1026 року в Городку під Києвом миру, почалося порозуміння і співпраця між братами. Ярослав Мудрий допомагав Мстиславові у боротьбі з касогами і ясами у 1029 році, поширивши свої володіння до Кавказьких гір; а Мстислав — у скріпленні й поширенні держави Ярослава Мудрого на захід від Дніпра. 1030 року на півночі Ярослав зайняв землі між Чудським озером і Балтикою і там заснував місто Юріїв (нині — Тарту), у 1030—1031 роках війська Ярослава і Мстислава у ході так званого польського походу відвоювали Червенські городи, які 1018 року захопив Болеслав І. Тоді ж Ярослав здобув від королівства Польського смугу землі між ріками Сяном і Бугом. За відомостями, що містяться у «Повісті минулих літ», він в 1030 році відвоював місто Белз, а в 1031 році заклав місто свого імені Ярослав. Полонених під час походу ляхів, як щит від кочівників, було поселено у Пороссі.

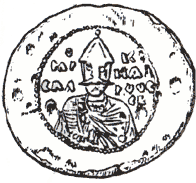
Печатка Ярослава Мудрого з його прижиттєвим зображенням (XI століття)

Після смерті Мстислава у 1036 році Ярослав об'єднав під своєю владою лівобережні землі, ставши єдиним володарем могутньої Київської держави, окрім Полоцького князівства, яке виділено Володимиром Святим в уділ роду Ізяслава. 1036 року, за літописом, Ярослав Мудрий розгромив біля Києва печенігів і нібито, за літописом, на місці перемоги над ними почав будувати у 1037 році Софійський собор. Хоча останні дослідження Софії Київської спростували це твердження літопису. За аналізом графіті, а також за іноземними писемними пам'ятками, насамперед німецькими (Хроніка Тітмара Мерзебурзького), Собор святої Софії був закладений раніше.
У 1038—1042 роках Ярослав вів успішні походи проти литовських племен — ятвягів, проти Мазовії, проти прибалтицько-фінських племен ямь і чудь. 1043 року він підготував під проводом свого сина Володимира і воєводи Вишати похід на Візантію, який закінчився поразкою, багато воїнів потрапило в полон чи загинуло. Щоб охороняти свою державу проти нападів кочовиків, Ярослав укріплював південний кордон, будуючи міста над ріками Россю і Трубежем: Корсунь, Канів, Переяслав; та посилюючи посульську фортифікаційну лінію над Сулою: Лубни, Лукомль, Воїнь.

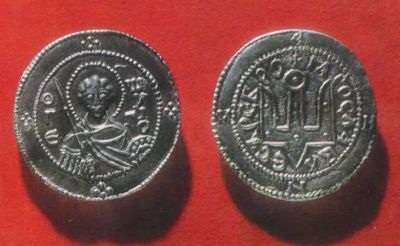
Срібник Ярослава Мудрого

Під час його правління Київська Русь перетворилася на могутню європейську державу. Завершено розпочате Володимиром Великим розширення меж столиці Русі — Києва, насипано нові оборонні вали були ще за Володимира (за одним з них прокладено сучасну вулицю Ярославів Вал), а Ярослав поставив на них лише заборола. Збудовано Золоті ворота, Лядську браму, Жидівські ворота, Георгіївський та Ірининський собори, Софійський собор, в якому згодом поховали в саркофазі Ярослава Мудрого та його дружину Ірину (Інгігерду] 1001—1050). Це був акт порушення задуму собору. Створив бібліотеку Софійського собору. За часів його правління засновано міста Корсунь, Гюргів (нині — Біла Церква), розбудовано Чернігів, Переяслав, Володимир, Турів, встановлено династичні зв'язки з королівськими дворами Швеції, Норвегії та Франції. Продовжувалося карбування срібних монет.
Останні роки життя Ярослав провів у Вишгороді. По смерті Ярослава Мудрого залишилися п'ять синів, між якими розгорнулась боротьба за владу. Цей період відомий в історіографії як Тріумвірат Ярославичів, з якого почався розпад Київської Русі і через півтора століття вона фактично перестала існувати як єдина держава.

## Досягнення й значення діяльності

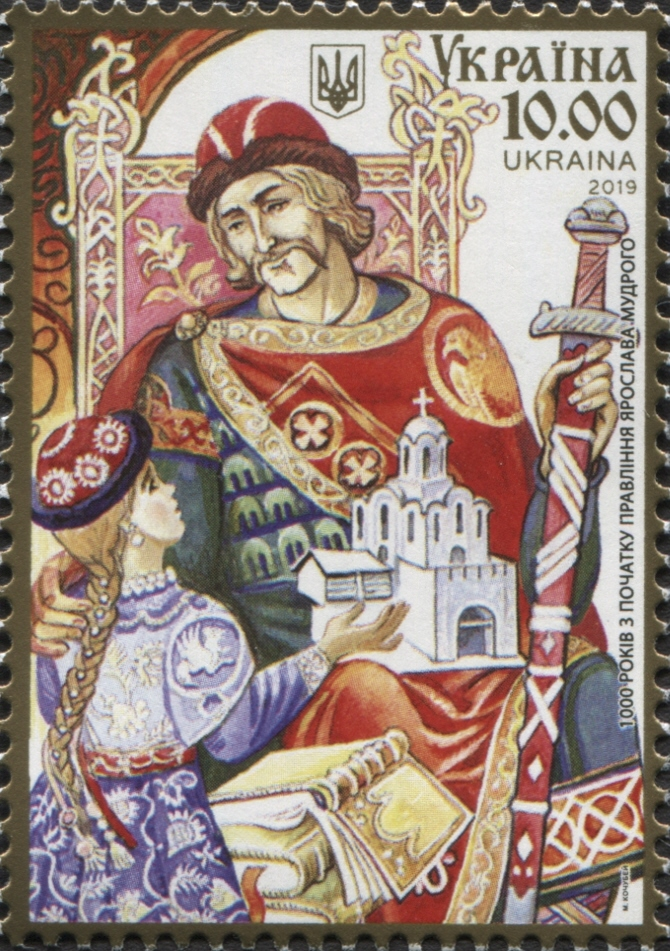
Українська поштова марка присвячена 1000 років з початку правління Ярослава Мудрого (2019)

Для скріплення влади в державі та впорядкування правових та соціальних відносин громадян за князювання Ярослава Мудрого було укладено збірник законів, так звану Правду Ярослава, що становить найдавнішу частину законів руського права — Руської Правди.
За Ярослава Мудрого поширилося і зміцніло християнство в Київській Русі, а також оформилася організаційна структура й церковна ієрархія: 1039 документально стверджено існування Київської митрополії, що перебувала в юрисдикції константинопольського патріарха. Ярослав узгодив церковний устав, яким визначалися права церкви і духівництва. Крім призначення митрополитів на київську катедру, Церква Київської Русі користувалася автономією, включно з тим, що 1051 року з ініціативи Ярослава собор місцевих єпископів обрав русина Іларіона митрополитом київським. За цього часу засновано також перші монастирі на Русі: св. Юрія, св. Ірини і славний Києво-Печерський 1051 р., які стали важливими культурними осередками, в яких писалися літописи, були школи іконописання.[джерело?]
За Ярослава Мудрого сталася і національна еволюція в Київській державі: варязький вплив залишився тільки в колі військової дружини, а державні діячі рекрутувалися здебільшого з місцевих людей, серед яких були: Вишата, Іван Творимирич, Костянтин, син Добрині та інші.[джерело?]
Ярослав Мудрий був високоосвіченою людиною, він дбав про освіту і культуру свого народу, заснував при Софійському соборі школу і бібліотеку. За його ініціативою почалася в Києві праця над перекладами грецьких та інших книг на церковнослов'янську мову, переписано багато книг, був укладений літописний звід.
Київська Русь за Ярослава Мудрого була великою і могутньою державою Європи, досягнувши на ті часи найвищого розвитку. Щоб зберегти цілісність своєї держави, а заразом забезпечити права своїх синів, Ярослав встановив систему наслідування (сеньйорату), згідно з яким старший брат Ізяслав дістав великокняжий престол у Києві, Святослав — Чернігівщину, Муром і Тмуторокань, Всеволод — Переяславщину, Суздаль і Ростовщину, Ігор — Володимир, В'ячеслав — Смоленщину.[джерело?]

## Двори Ярослава в Києві

### Великий Ярославів двір
У часи літописця (кінець ХІ століття) замість колишніх дворів Ольги та Святослава існував вже інший князівський двір, який в ХІ столітті в літописах зветься просто княжим двором (згадується два рази), а в ХІІ сторіччі фігурує під назвою Ярославів двір, іноді — Великий Ярославів двір (згадується чотири рази).
За різними версіями Ярославів двір знаходився біля Софійського собору, або біля Десятинної церкви, або біля церкви святого Василія (Трьохсвятительської), або на Андріївській горі. Зараз найпідтриманішою версію є локалізація двору Володимиром Богусевичем, згідно з якою він розташовувався в північно-східний частині «міста Володимира», від Василівської церкви на сході (входила в межі двору), до Десятинної церкви на заході (не входила в межі двору), вздовж парного боку сучасної Десятинної вулиці, на довжину 270—300 м. Впоперек він мав довжину приблизно 150 м, загальна площа — 4 га, при цьому площа всього міста Володимира складала близько 10 га. Так звана Київська ротонда (досліджена біля будинку № 3 по Володимирській вулиці) ймовірно також належала до споруд двору. На території колишнього двору у різні часи було знайдено кілька коштовних кладів. За думкою В. А. Богусевича Великий Ярославів двір являв собою розширений теремний двір Ольги і Володимира. Василівська церква на цьому дворі згадана під 1183 роком, у зв'язку з освяченням.

### Двір у Берестовому
Двір у Берестовому згаданий в Повісті временних літ як місце смерті князя Володимира в 1015 році. Під 980 роком Повість временних літ повідомляє про знаходження «на Берестовім» 200 наложниць Володимира (окрім 300 у Вишгороді і 300 у Білгороді), при чому Берестове названо «сільцем». Також літопис повідомляє про Ярослава, що він «любяще Берестовое». Сини Ярослава, Святослав і Всеволод, вигнавши 1073 року з Києва свого брата Ізяслава (до цього усі три брата правили Руссю спільно), сели на стол (тобто на престол) в Берестовому, що красномовно показує цей двір як офіційну князівську резиденцію. У 1096 році двір в Берестовому був спалений половецьким ханом Боняком. Імовірно невдовзі він був відбудований, позаяк в 1113 році в ньому відбулась нарада Володимира Мономаха з його боярами.
Літописна розповідь про обставини смерті і поховання Володимира, дає доволі багато інформації про княжий палац у Берестовому. Тіло князя, розібравши частину стіни, спустили на землю вірьовками. Таким чином, палац мав, щонайменше, два поверхи, був дерев'яним або принаймні дерев'яним був другий поверх (що зрозуміло з фрази «межи клетьми проимавше помост»), а палати князя були на другому поверсі. Також двір мав власну церкву — Святих Апостолів, збудовану Володимиром або Ярославом. Пресвітером цієї церкви зокрема був Іларіон — згодом, за ініціативою Ярослава, руський митрополит. Імовірно саме в Берестовому завязались довірливі стосунки Іларіона та Ярослава.

### Новий двір
Наприкінці ХІІ століття в літопису два рази згадується Новий двір: перший раз під 1194 роком, у зв'язку з перебуванням в ньому Святослава Всеволодовича, другий раз під 1197 роком, у зв'язку з будівництвом Рюриком Ростиславичем на цьому дворі Василівської церкви. Короткість літописного повідомлення призвела до появи низки досить суперечливих версій щодо того, кто і коли побудував цей двір, і де він розташовувався.
С. І. Климовський вважає, ще Новий двір був споруджений Ярославом Мудрим біля Софійського собору. До цього двору він відносить: фундаменти палацу Х–ХІ століття знайдені під будинком № 33 по Володимирській вулиці; залишки дерев'яної споруди знайдені 2001 року по вулиці Рейтарській, 4 (на думку Климовського — будівля гридниці); залишки мурів на південь від Софійського собору; фундаменти церкви на розі Володимирській та Ірининській вулиць (зазвичай вважається Ірининською церквою, за С. І. Климовським — Василівська церква Нового двору). За підрахунками С. І. Климовського довжина двору з заходу на схід складала близько 300 м, ширина, щонайменше, 150 м, що дає у підсумку площу 4,5 га, тобто більше площі Великого Ярославового двору.

## Сім'я

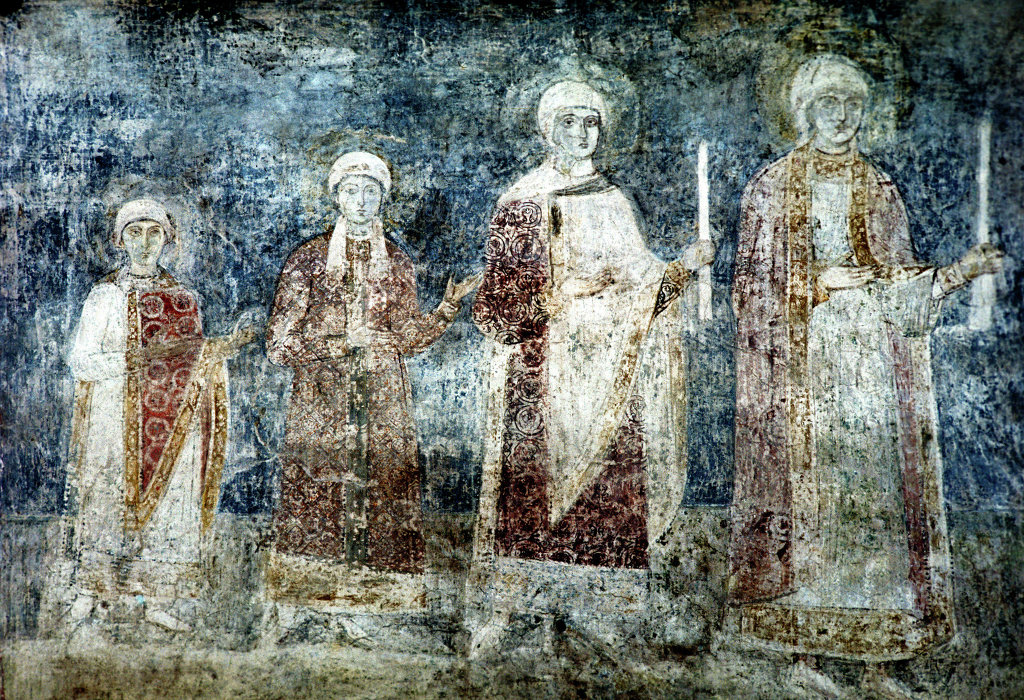
Діти князя Ярослава. Фреска ХІ століття в Софійському соборі (видозмінена пізньою «реставрацією» з перетворенням фігур княжої родини на святих Віру, Надію, Любов і Софію)

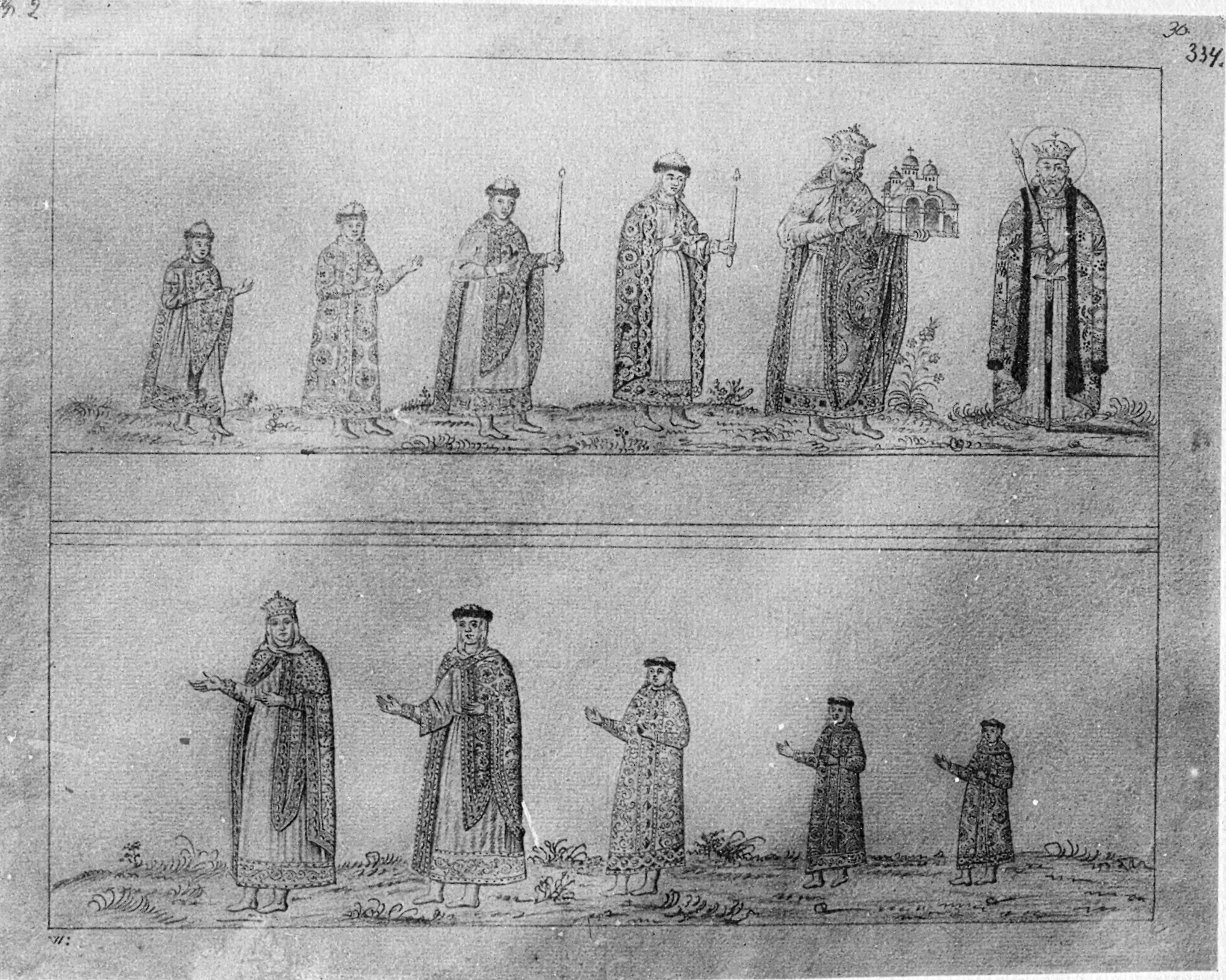
Копія замальовки фресок з родиною Ярослава Мудрого у Софійському соборі 1651 року Абрагама ван Вестерфельда (оригінал вище є вцілілим фрагментом, що був видозмінений подальшою «реставрацією»); Ярослав зображений з макетом Софійського собору; за іншою версією на фресках було зображено родину Володимира, а не його сина Ярослава, і він, а не Ярослав, зображений з макетом храму, який можливо представляє Десятинну церкву, а не Софію

- Батько: Володимир Святославич — великий князь київський.
- Матір: Рогніда
- Брати і сестри:
  - Вишеслав (бл. 980—бл. 995? до 1010), князь новгородський (990—1010)
  - Ізяслав (981—1001), князь полоцький (бл.990—1001)
  - Святополк (981—після 1019), князь турівський (990—1015), великий князь київський (1015—1019)
  - Святослав (бл.982—1015), князь древлянський (990—1015)
  - Мстислав (бл.983—1036), князь тмутороканський (бл. 990/1010—1023), чернігівський (1015—1036)
  - Предслава (між 983/986— після 1011 до 1042) ∞ наложниця польського короля Болеслава І
  - Всеволод (між 983/984—до 1015), князь володимирський (990—1008/1013)
  - Станіслав (бл.985—до 1015), князь смоленський (990—1015)
  - Судислав (бл.986? —1063), князь псковський (1014—1036)
  - Борис (л.986? —1015), князь ростовський (1010—1015)
  - Гліб (бл.987 ? —1015), князь муромський (1013—1015)
  - Прямислава (бл.987/988—?) ∞ Ласло Лисий, угорський князь
  - NN Володимирівна (?—?) ∞ Бернгард II, маркграф Північної марки
  - Позвізд (до 988/989—1015 ?), мав володіння на Волині.
  - Добронега (до 1011—1087) ∞ Казимир І, князь польський
- 1-ша дружина: Анна
  - Ілля 1020 (?) — князь новгородський.
- 2-га дружина: Інгігерда Улофсдоттір Шведська — донька шведського короля Улофа III Шетконунга, яка після хрещення отримала ім'я Ірина.
  - Володимир Ярославич (1020—1052) — можливо був одружений з Одою, дочкою графа Леопольда зі Штаде біля Бремену;
  - Ізяслав Ярославович (1024—1078) — в 1040 був одружений із Ґертрудою, дочкою польського князя Мешка II;
  - Святослав Ярославич (1027—1076) — був одружений з Одою, внучкою цісаря Генріха II;
  - Всеволод Ярославич (1030—1093) — улюблений син Ярослава, в 1046 був одружений із Марією, дочкою імператора Костянтина Мономаха; від шлюбу народився Володимир Мономах
  - Ігор Ярославич (†1060) — чоловік німецької принцеси Кунігунди, графині Орламіндської.
  - В'ячеслав Ярославич (1034—1057) — був одружений з Одою Штаденською.
  - Єлисавета Ярославна (Еллісіф) (†1076) — королева Норвегії, дружина короля Гаральда III Суворого, потім дружина короля Данії Свейна II Данського ;
  - Анастасія Ярославна (Аґмунда) (†1097) — королева Угорщини, дружина короля Андраша І;
  - Анна Ярославна (1032 — після 1075) — королева Франції, дружина короля Генріха І.
  - Агата Київська — дружина англійського короля Едварда Вигнанця, ймовірно дочка Ярослава.

При дворі Ярослава Мудрого знаходили притулок колишні монархи: норвезький Олаф II Святий, англійський Едмунд Залізобокий та його син Едвард Вигнанець. Ярослав Мудрий був у союзі з германськими цісарями Генріхом II, Конрадом II і Генріхом III. Через те, що діти Ярослава були одружені з багатьма правителями європейських країн, його назвали тестем Європи.
Перший герцог Бурбонський Людовік I був прямим нащадком Анни Ярославни у восьмому поколінні та Ярослава Мудрого — у дев'ятому. Король Франції та Наварри Генріх IV був нащадком згаданого Людовіка I — відповідно, тут також є гени Ярослава. Шотландські й англійські Стюарти теж були нащадками Ярослава.

### Родовід
|  |                                       |  |  |  |  |  |  |  |  |  |  |  |  |  |  |  |
|  | 8. Ігор, князь київський              |  |  |  |  |  |  |  |  |  |  |  |  |  |  |  |
|  |                                       |  |  |  |  |  |  |  |  |  |  |  |  |  |  |  |
|  |                                       |  |  |  |  |  |  |  |  |  |  |  |  |  |  |  |
|  | 4. Святослав, великий князь київський |  |  |  |  |  |  |  |  |  |  |  |  |  |  |  |
|  |                                       |  |  |  |  |  |  |  |  |  |  |  |  |  |  |  |
|  |                                       |  |  |  |  |  |  |  |  |  |  |  |  |  |  |  |
|  | 9. Ольга, княгиня київська            |  |  |  |  |  |  |  |  |  |  |  |  |  |  |  |
|  |                                       |  |  |  |  |  |  |  |  |  |  |  |  |  |  |  |
|  |                                       |  |  |  |  |  |  |  |  |  |  |  |  |  |  |  |
|  | 2. Володимир, великий князь київський |  |  |  |  |  |  |  |  |  |  |  |  |  |  |  |
|  |                                       |  |  |  |  |  |  |  |  |  |  |  |  |  |  |  |
|  |                                       |  |  |  |  |  |  |  |  |  |  |  |  |  |  |  |
|  | 10. Мал, князь древлян                |  |  |  |  |  |  |  |  |  |  |  |  |  |  |  |
|  |                                       |  |  |  |  |  |  |  |  |  |  |  |  |  |  |  |
|  |                                       |  |  |  |  |  |  |  |  |  |  |  |  |  |  |  |
|  | 5. Малуша, ключниця                   |  |  |  |  |  |  |  |  |  |  |  |  |  |  |  |
|  |                                       |  |  |  |  |  |  |  |  |  |  |  |  |  |  |  |
|  |                                       |  |  |  |  |  |  |  |  |  |  |  |  |  |  |  |
|  | 1. Ярослав, великий князь київський   |  |  |  |  |  |  |  |  |  |  |  |  |  |  |  |
|  |                                       |  |  |  |  |  |  |  |  |  |  |  |  |  |  |  |
|  |                                       |  |  |  |  |  |  |  |  |  |  |  |  |  |  |  |
|  | 6. Рогволод, князь полоцький          |  |  |  |  |  |  |  |  |  |  |  |  |  |  |  |
|  |                                       |  |  |  |  |  |  |  |  |  |  |  |  |  |  |  |
|  |                                       |  |  |  |  |  |  |  |  |  |  |  |  |  |  |  |
|  | 3. Рогнеда, княжна полоцька           |  |  |  |  |  |  |  |  |  |  |  |  |  |  |  |
|  |                                       |  |  |  |  |  |  |  |  |  |  |  |  |  |  |  |
|  |                                       |  |  |  |  |  |  |  |  |  |  |  |  |  |  |  |
|  | 7. невідомо                           |  |  |  |  |  |  |  |  |  |  |  |  |  |  |  |
|  |                                       |  |  |  |  |  |  |  |  |  |  |  |  |  |  |  |
|  |                                       |  |  |  |  |  |  |  |  |  |  |  |  |  |  |  |

## Зовнішність
Ярослав Мудрий був людиною достатньо високою на зріст (173—176 см), із середнім видовженим обличчям, різко випнутим носом дещо хвилястої форми та з тонко окресленими, відносно неширокими вилицями. Жодного його прижиттєвого зображення не збереглося, окрім того, що відбито на княжій печатці, де Ярослав Володимирович постає з довгими густими вусами (за формою тотожними навіть до т. з. «угорських», які зазвичай розправлені в різні боки). З оглядкою саме на це, князя було зображено на двогривенних банкнотах першого (1992 р.) і другого (1995 р.) покоління з вусами, але безбородого. Проте вже на банкнотах третього (2004 р.) покоління, а також на металевих гривнях зразка 2018 року Ярослава Мудрого (так само, як і Володимира Великого) було чомусь зображено з бородою, згідно з російською традицією.[джерело?]

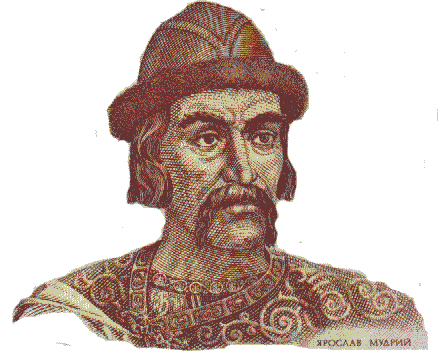
Портрет Ярослава Мудрого на двогривневій банкноті зразка 1992 р.

«Зовнішність Ярослава Володимировича вражає, — пише Л. Р. Прозоров у монографії, присвяченій зовнішності Святослава Ігорьовича та інших руських князів. — На печатці ми бачимо вигляд, що сильно відрізняється від реконструкції Герасимова — перед нами типовий європейський лицар X—XI ст., в конічному шоломі з наносником, з-під якого стирчать у сторони довгі вуса. Бороди немає, волосся також не видно з-під шолома».
Історик Олександр Алфьоров вважає трансформацію портрета князя типовим проявом «війни образів» — змаганням за свідомість громадян України, нащадків князя Ярослава:
| «Ми маємо реальне зображення князя — не вигадане. Зрозуміло, щодо іконопису — тут є певні канони: якщо йдеться про мученика, або воїна, який помер молодим, його зазвичай зображували безбородим. Це так само природньо, як і малювати літню людину — з бородою. Тому зображення князя на іконах із сивою бородою, з одного боку, є абсолютно канонічним: він помер вже в досить похилому віці. Проте до нас дійшло прижиттєве зображення князя з вусами та оголеним підборіддям. Маю запитання: чому ж сьогодні українська держава випускає в обіг банкноти та монети з бородатим Ярославом? Тому що, згідно канонам, бороду завжди носили московські царі? Кепсько, бо це є найдрібніші купюри, якими кожному українцю в голові формують образ його предків-князів, володарів країни. І образ цей — на жаль, відверто чужий»[34] |
За життя Ярослава називали Кульгавим або Хромцем (згідно з літописами). Є дані, що князь мав фізичну ваду — кульгав на праву ногу. Права нога Ярослава була довшою за ліву через пошкодження тазостегнового та колінного суглобів унаслідок спадкової хвороби Пертеса та пізнішого поранення. В Іпатіївському літописі (РІК 6524 [1016]), у розповіді про війну Ярослава із Святополком читаємо:
|  | … Прийшов Ярослав на Святополка, і стали вони насупроти обаполи Дніпра. І не одважувалися ні сі на тих рушити, ні ті на сих, і стояли вони три місяці одні проти одних. І став воєвода Святополків Вовчий Хвіст глузувати з новгородців, їздячи коло берега [і] говорячи: "Чого прийшли ви зі шкандибою оцим?". |

4 березня 2021 року у Софійському соборі Національного заповідника «Софія Київська» презентували 3D-модель обличчя Ярослава Мудрого. Для реконструювання використали метод історико-криміналістичної експертизи на основі моделі черепа, що належав Ярославу Мудрому. Авторами реконструкції є експерт-мистецтвознавець Юрій Шатайло та експерт-криміналіст Андрій Переїденко.

## Саркофаг Ярослава Мудрого
У вересні 2009 року українські науковці почали дослідження останків київського князя Ярослава Мудрого, які, як були впевнені дослідники, лежать у саркофазі Софійського собору в Києві. Стояло завдання визначити, як виглядав князь, на які хвороби хворів, скільки років прожив, від чого помер. Однак науковці прийшли до абсолютно непередбачуваних висновків.

Науковці встановили, що за останні сто років саркофаг відкривали тричі. У 1936 році знайшли купу перемішаних кісток і визначили, що там знаходяться два кістяки: чоловічий, жіночий і кілька кісточок дитини. У 1939 році останки вивезли в Ленінградський інститут антропології для дослідження. А вже у 1964 році — ковчег повернули на місце в саркофаг. Але з Ленінграда останки повернулися ще в 1940 році й зберігалися у фондах. А коли відкрили саркофаг 2009 року, то виявили тільки один скелет, і були впевнені, що це Ярослав Мудрий. Насправді то був жіночий скелет. Надалі керувала організаційною і пошуковою роботою з пошуку таємничо зниклих останків Ярослава Мудрого Неля Куковальська.

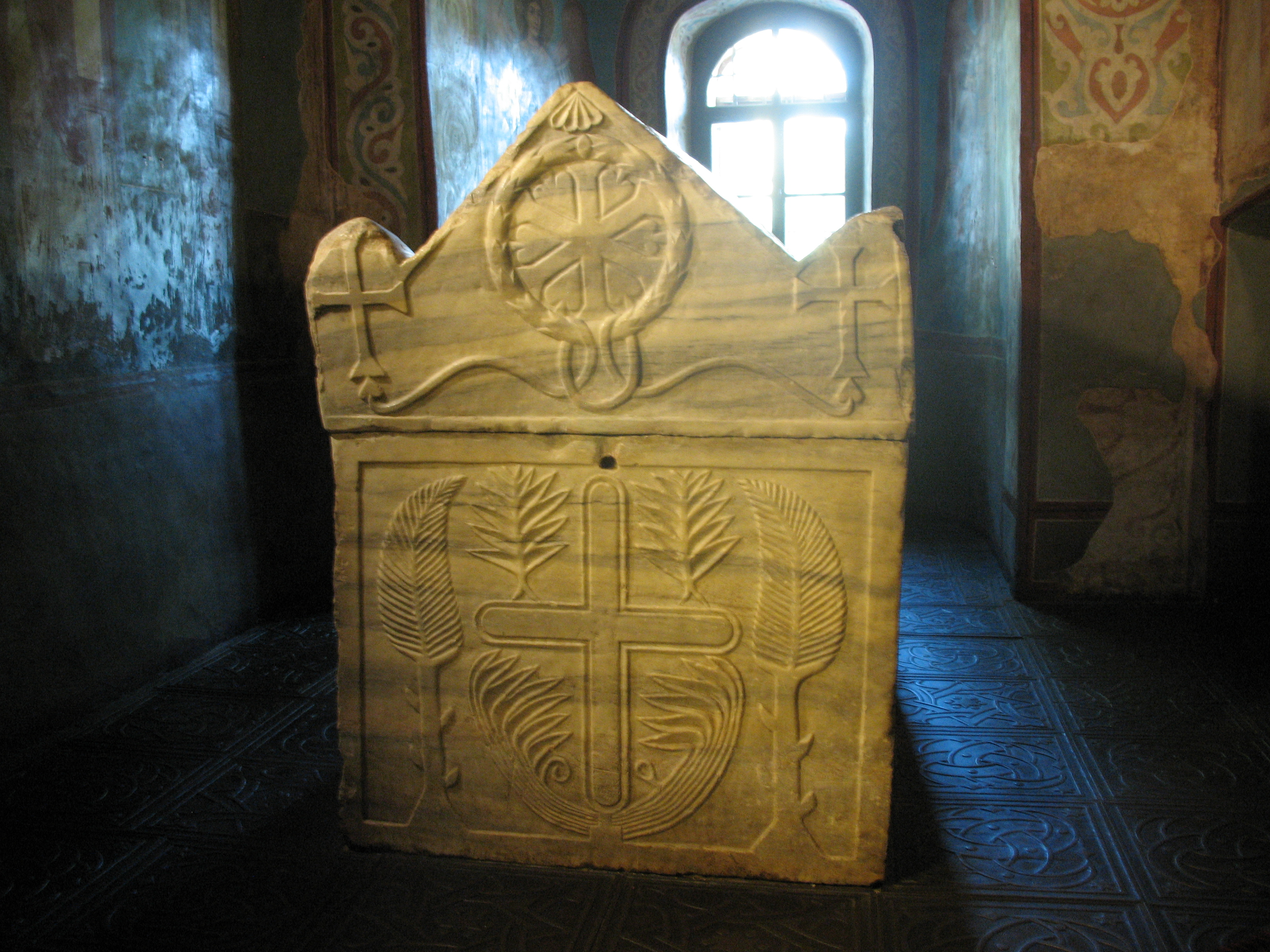
Саркофаг Ярослава Мудрого
Відкриття саркофагу в Софійському соборі
Дослідження кісток з саркофагу

### Версія про Інгігерду
Після томографічних, антропологічних, рентгеноскопічних досліджень з'ясувалося, що в саркофазі — останки жінки. На основі сучасних методів вдалося визначити, що незнайомка з саркофагу має антропологічні характеристики скандинавського типу. Науковці припустили, що скелет зі Софії Київської належить дружині Ярослава Інгігерді (у хрещенні Ірині).
За літописами, Інгігерда померла в 1050 році, приблизно у 50-річному віці, що відповідає орієнтовному вікові жінки, чиї кістки виявили в саркофазі. По-друге, кістки черепа підтверджують, що скелет належить до скандинавського типу, а Інгігерда була дочкою шведського короля. По-третє, офіційно вважається, що дружина Ярослава похована в Софійському соборі в Новгороді, де її мощі шануються як святі. Але при цьому існує паралельна версія, що вона покоїться в Софії Київській. Є ще один чинник. Відомий ленінградський антрополог Вольф Гінзбург, під керівництвом якого проводилося дослідження обох скелетів у 1939 році, тоді ж домігся дозволу проводити дослідження останків, які нібито належать Інгігерді, у Новгороді. За його звітом, новгородське поховання теж належить до XI століття, також переважає скандинавська расова відмінність, а череп схожий на той, що в похованні у Києві, але та жінка померла більш молодою — в 30–35 років.

### Версія про дружину Ганну
На думку професора-антрополога Сергія Сегеди, який входить до складу комісії з вивчення останків, останки з Новгорода могли належати дружині Ярослава Ганні, але точно стверджувати не можна. За деякими літописними джерелами, це перша дружина Ярослава. Про неї мало що відомо, набагато більше інформації про другу дружину, Інгігерду.

### Версія про діаспору
За однією з версій, мощі Ярослава зникли між 1940 і 2009 роком. Ймовірно, що у 1943 році мощі Ярослава вивезено за кордон, і нині вони зберігаються в українській діаспорі (Українська православна церква США).

### Радіовуглецева експертиза кістяка з гробниці Ярослава Мудрого
У грудні 2010 була проведена радіовуглецева експертиза кістяка з саркофагу Ярослава Мудрого, який, як вважалося, належав його дружині Інгігерді. Для експертизи було взято два зразки з верхньої та нижньої частини скелету. У своєму звіті Інститут геохімії навколишнього середовища НАН України прийшов до висновку, що дані зразки належать різним людям, оскільки радіовуглецевий вік зразків відрізняється на 1580 років: зразок верхньої частини скелета має вік приблизно 2410 років, що відповідає скіфському періоду історії України, а зразок нижньої частини скелету має вік 830 років і належить до XII—XIII століть.

## Вшанування пам'яті

### Топоніми
- На його честь названі міста Ярослав (Польща) та Ярославль (Росія).
- 1838 року в Києві на його честь названо вулицю, 1955 року — провулок.
- в Харкові на його честь названо майдан[41], вулицю та станцію метро.
- Вулиця Ярославська у містах Бориспіль та Ірпінь.
- Вулиці на його честь у містах Дніпро, Біла Церква, Бровари, Васильків, Вінниця, Львів, Лубни, Суми, Мостиська, Кам'янка-Бузька, Кам'янець-Подільський, Коростень, Херсон, Ходорів, Черкаси, Яворів.
- Проспект Князя Ярослава Мудрого у місті Одеса.[42]
- 19 вересня 2024 року постановою № 12043 Верховної Ради України село Малоярославець Другий перейменували на село Ярославове.[43]

### Установи
- Ім'я Ярослава Мудрого присвоєне Національному юридичному університету в місті Харків.
- Національна бібліотека України імені Ярослава Мудрого

### Монументи
- Пам'ятники Ярославу Мудрому встановлені у Києві, Харкові, Полтаві, Білій Церкві.

Погруддя Ярослава Мудрого біля Полтавського юридичного інституту НЮУ ім. Ярослава Мудрого
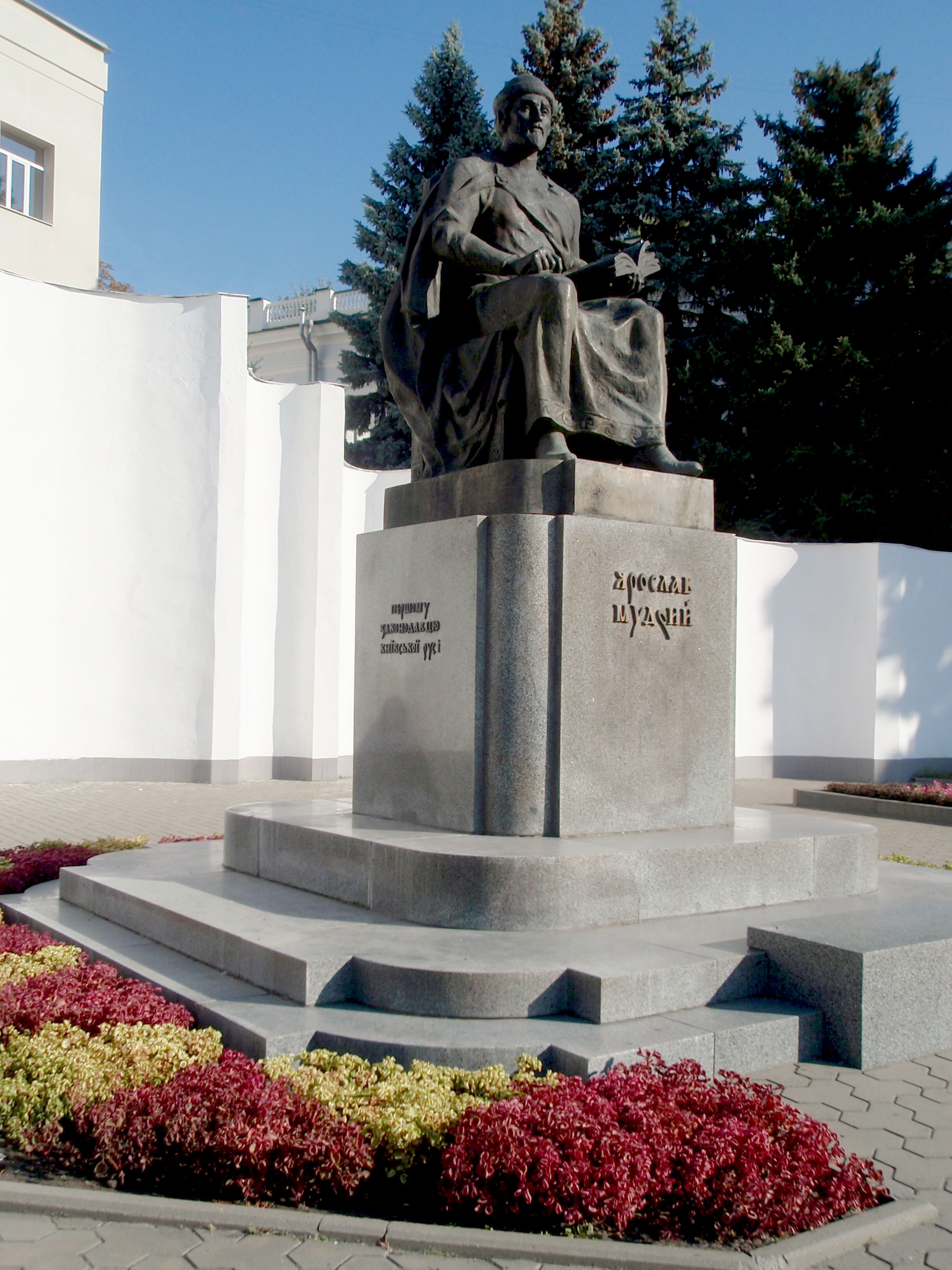
Пам'ятник Ярославу Мудрому у Харкові
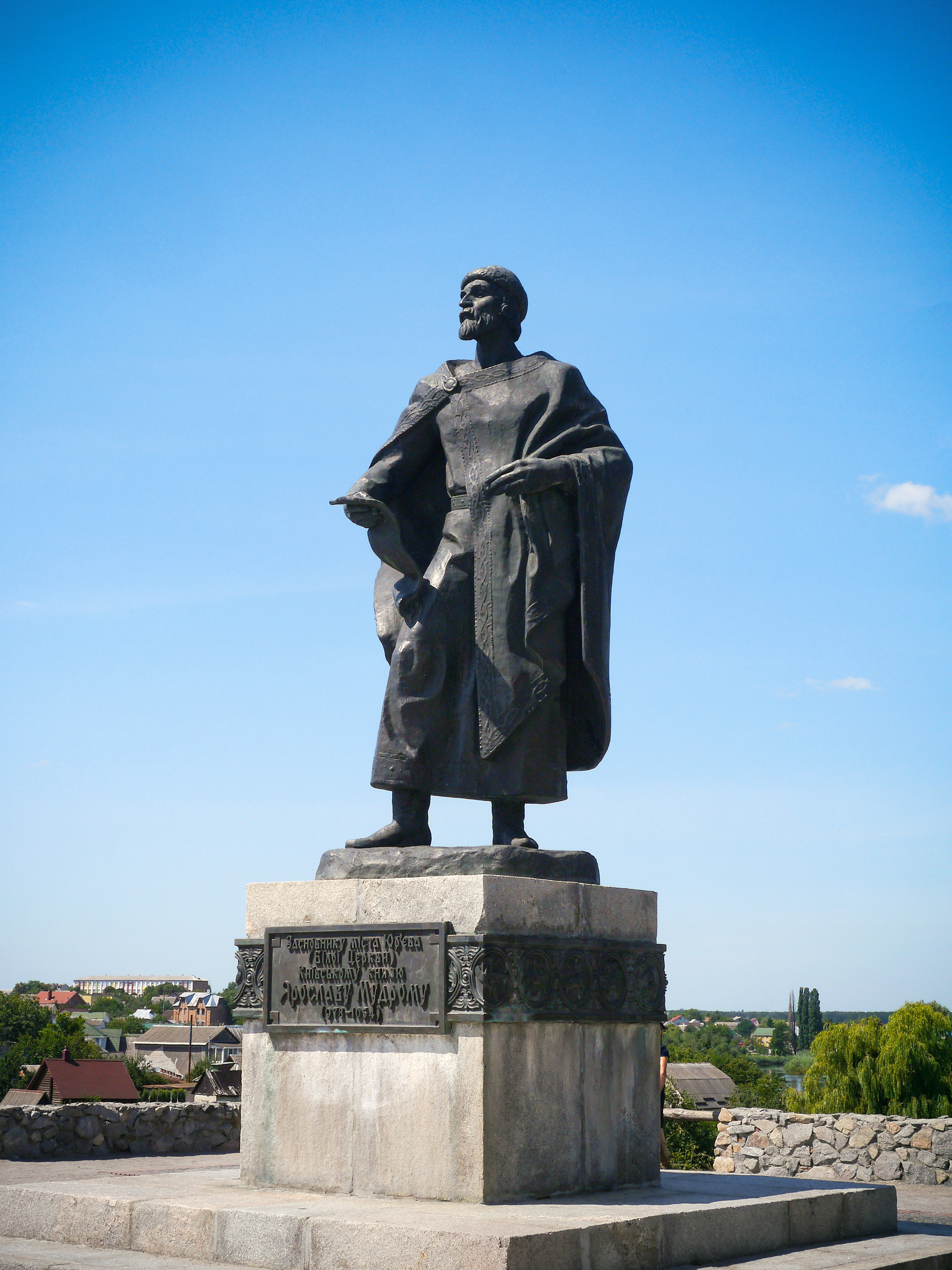
Пам'ятник Ярославу Мудрому у Білій Церкві

## Галерея

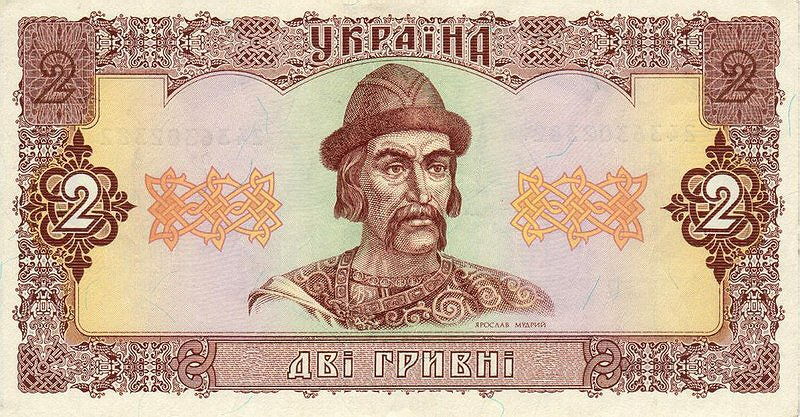
Портрет Ярослава Мудрого зображено на банкноті та монеті номіналом 2 гривні, на пам'ятній срібній монеті номіналом 10 гривень та на банкноті номіналом в 1000 російських рублів.   - 2 гривні зразка 1992 року
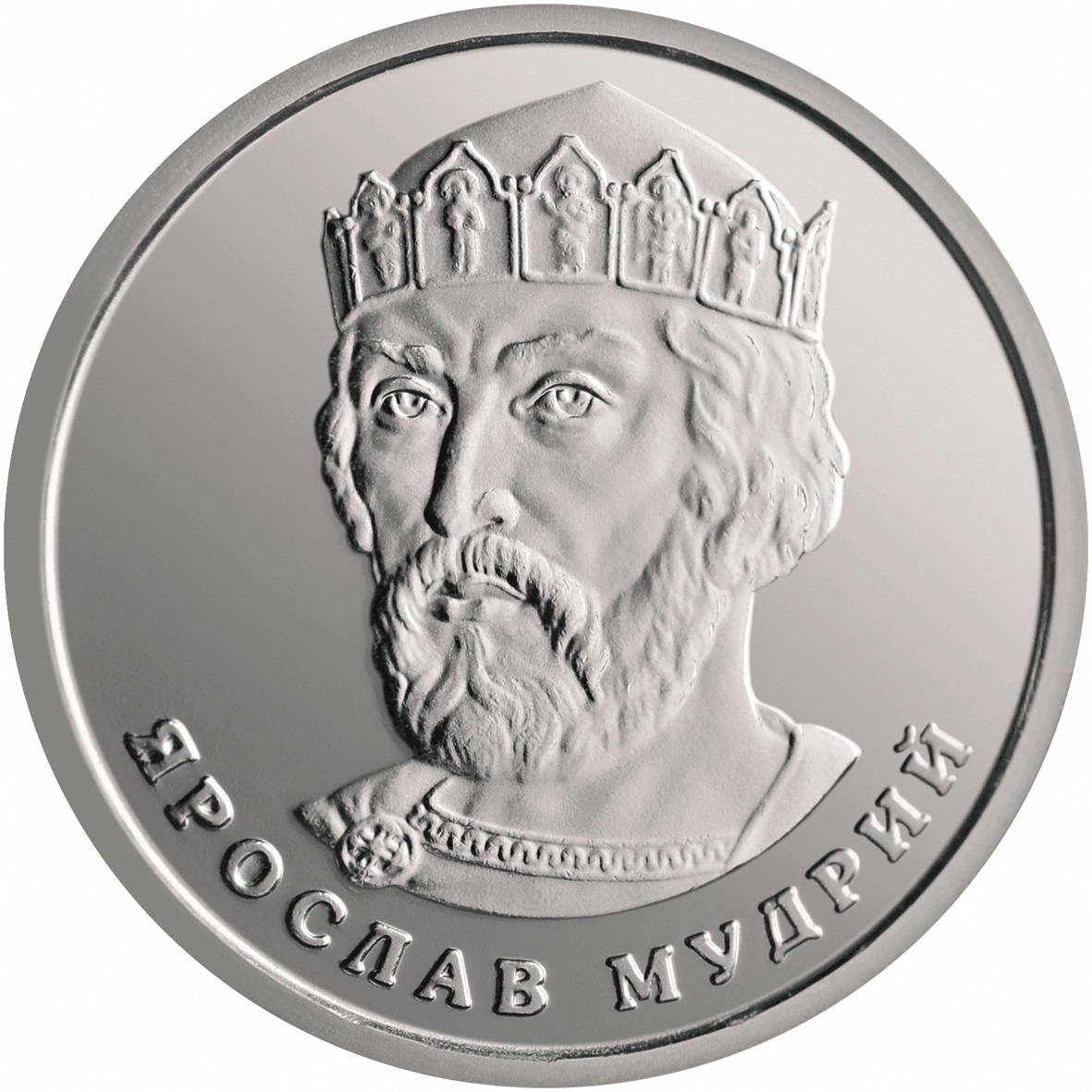
2 гривні зразка 2018 року
  - 2 гривні зразка 2018 року

- Указом Президента України від 23 серпня 1995 року було засновано Орден князя Ярослава Мудрого.[44]

- Ярослав Мудрий посів перше місце за результатами відкритого телефонного голосування в телепроєкті каналу «Інтер» «Великі українці», що проводилося з 16 листопада 2007 до 16 травня 2008 року.

- 1838 року у Києві на його честь названо вулицю, 1955 — провулок.

### Канонізація
Благовірного князя Ярослава Мудрого стали шанувати на Русі відразу після смерті. Перша згадка про це є в «Діяннях архієпископів Гамбурзької церкви», які датуються 1075 роком, де сучасник Великого князя хронограф Адам Бременський називає Ярослава Володимировича святим.

#### ПЦУ
Помісний Собор 11 липня 2008 року Української православної церкви Київського патріархату у зв'язку з 1020-літтям Хрещення Київської Руси-України, благословив приєднати великого князя Київського Ярослава Мудрого до сонму святих для загального церковного шанування і занести його ім'я у православний церковний календар у лику благовірний князь. Чесні останки благовірного князя Ярослава вважати святими мощами, віддавати їм належне шанування. Благословити будівництво храмів на честь благовірного великого князя Київського Ярослава Мудрого. Пам'ять благовірного великого князя Київського Ярослава Мудрого святкувати 4 березня (20 лютого), в день його упокоєння.
21 лютого 2016 року престол Теплої Софії було вирішено освятити на честь бл. кн. Ярослава Мудрого, який найбільше потрудився у будівництві святині. У п'ятницю, 4 березня 2016 р. в Малій (Теплій) Софії, колишній трапезній церкві Софійського монастиря, відбулося урочисте богослужіння, яке очолив Святійший Патріарх Київський і всієї Руси-України Філарет з нагоди вшанування пам'яті святого бл. кн. Ярослава Мудрого. 12 травня 2018 року на священному Синоді УПЦ КП було ухвалено передати у Видавничий відділ для публікації службу благовірному князю Київському Ярославу Мудрому, у святому Хрещенні Георгію.

#### РПЦ
Ще в 1992 році видання «Полный православный богословский энциклопедический словарь» називало Ярослава Мудрого святим, пам'ять якого — 28 лютого. Було багато богословських праць у яких також Ярослав Мудрий названий святим, навіть ікони в них були вміщені. Богослов прот. Георгій Коваленко вважає, що Ярослав Мудрий — це визначна постать і просвітитель Русі. Його він порівняв з премудрим Соломоном, який збудував також величний храм — Софію Київську. Фактично християнство почало становитись при Володимирі та довершилось при Ярославі.
Комісія з канонізації УПЦ МП, дослідивши всі факти, прийшла до висновку, що Ярослав Мудрий шанувався святим у домонгольський період. У більш пізні століття його шанування було поширене на місцевому рівні. А коли вже стали формуватися календарі і святці в тому вигляді, в якому ми їх маємо зараз, то його ім'я не було згадано. Швидше за все, укладачі або просто не звернули уваги на цього святого, або принципи, закладені у формування календарів, не враховували київської традиції. Розглянувши всі матеріали, свідчення, 9 травня 2004 року Священний Синод УПЦ (Московського патріархату) у зв'язку з 950-ю річницею з дня смерті, благословив не канонізувати, а відновити його прославлення і занести в календар 4 березня (20 лютого за старим стилем) день його пам'яті, через те що припинялося не шанування, а офіційне прославляння. Ім'я благовірного великого князя Ярослава було внесено в календар Російської Православної Церкви з благословення Патріарха Московського і всієї Русі Алексія II 8 грудня 2005. При цьому було підтверджено, що згідно із традицією, що склалася, він вшановується як небесний покровитель державних діячів, юристів, прокурорів, будівничих храмів, бібліотекарів, наукових працівників, вчителів та студентів.
У 2014 році з благословення Патріарха Московського і всієї Русі Кирила під головуванням митрополита Калузького і Боровського Климента заснована комісія зі складання місяцеслова РПЦ. При дослідженні святців було встановлено, що ряд широко шанованих (в тому числі з давніх-давен) у Російській православній церкві святих ще не отримав загальноцерковного прославлення. До таких належав і святий благовірний князь Ярослав Мудрий. Синодальна комісія з канонізації святих, вивчивши житіє святого Ярослава Мудрого та ін. подвижників благочестя, направила у Священний Синод пропозицію про їх загальноцерковне прославлення.
Священний Синод, розглянувши у своєму засіданні від 24 грудня 2015 р. (журнал № 95) представлені матеріали, визначив включити в пропоновану на твердження Архієрейського Собору порядку денного Собору питання про загальноцерковне прославляння св. бл. кн. Ярослава Мудрого та ін. святих. З урахуванням викладеного, заслухавши доповідь єпископа Троїцького Панкратія, голови Синодальної комісії з канонізації святих, Архієрейський Собор, який зібрався 2–3 лютого 2016 р., визначив благословити загальноцерковне шанування князя Ярослава Мудрого та інших святих, включивши їхні імена до місяцеслова Російської православної церкви. Пам'ять св. бл. князя Ярослава Мудрого Архієрейський Собор визначив святкувати 5 березня за н. ст. (20 лютого за ст. ст.), а у високосний рік 4 березня за н. ст..

#### Мощі
Мощі князя, що мали бути в саркофазі в Софії Київській були вилучені і описані в 1930-х рр. Їхня доля дотепер не вирішена.

## Образ у мистецтві

### У середньовічній літературі
Ярослав — традиційний персонаж літературних творів агіографічного жанру — Житіє Бориса і Гліба.
Сам факт убивства служить для древніх літописців улюбленою темою для окремих сказань. Всього «Сказання про Бориса і Гліба» збереглося більш ніж в 170-й списках, з яких найстаріші і найповніші приписуються літописцю Нестору і чорноризцю Якову Мнихові.
Там йдеться, наприклад, що після смерті Володимира, владу в Києві захопив пасинок Володимира Святополк. Побоюючись суперництва рідних дітей великого князя — Бориса, Гліба та інших, Святополк насамперед підіслав убивць до перших претендентів на стіл у Києві — Борису і Глібу. Гонець, посланий від Ярослава, передає Глібу звістку про смерть батька і вбивство брата Бориса… І ось засмучений скорботою князь Гліб пливе по річці в човні, і його оточують його вороги. Він зрозумів, що це кінець і промовив смиренним голосом: «Раз вже почали, приступивши, здійсніть те, на що послані». А сестра Ярослава Предслава попереджає, що їх брат Святополк збирається усунути і його.[джерело?]
Також Ярослав згадується в «Слові про Закон і Благодать» митрополита Іларіона і в «Пам'яті і Похвалі князю Руському Володимиру» Якова Мниха.
Оскільки Ярослав був одружений з Інгігердою — дочкою шведського короля Улофа Шетконунга і влаштовував династичні шлюби своїх дочок, у тому числі Єлизавети (Еллісів) — з королем Норвегії Гаральдом Суворим, він сам і його ім'я неодноразово згадуються в скандинавських сагах, де він фігурує під ім'ям «Яріслейва конунга Гольмґарда», тобто Новгорода.
У 1834 році професор Санкт-Петербурзького університету Сенковський, переклавши російською мовою «Сагу про Еймунд», виявляє там, що варяг Еймунд разом з дружиною був найнятий Ярославом Мудрим. У сазі розповідається, як конунг Яріслейф (Ярослав) б'ється з конунгом Буріслейфом (Борисом), причому в сазі Бурислейфа позбавляють життя варяги за розпорядженням Яріслейфа. Потім деякі дослідники на підставі саги про Еймунда підтримали гіпотезу, що смерть Бориса — «справа рук» варягів, надісланих Ярославом Мудрим в 1017 році, враховуючи те, що, за літописами, Ярослав, і Брячислав, і Мстислав відмовилися визнати Святополка законним князем у Києві.[джерело?]
Однак гіпотеза Сенковського, заснована виключно на даних «Саги про Еймунда», активним прихильником якої в даний час є історик-джерелознавець І. М. Данилевський, доводить можливу «причетність» Ярослава тільки до вбивства Бориса («Буріцлейва»), але ніяк не Гліба, який у сазі не згадується зовсім.
Водночас відомо, що після смерті князя Володимира лише два брати — Борис і Гліб заявили про свою вірність новому київському князю і зобов'язалися «шанувати його, як батька свого», і для Святополка досить дивним було б вбивати своїх союзників. До теперішнього часу ця гіпотеза має як своїх прихильників, так і супротивників.[джерело?]
Також історики, починаючи з Сергія Соловйова, припускають, що повість про смерть Бориса і Гліба явно вставлена в «Повість временних літ» пізніше, інакше літописець не став би знову повторювати про початок князювання Святополка в Києві.